# ItalianAttori
La ItalianAttori è una squadra di calcio formata da attori e registi italiani che gioca per raccogliere fondi per varie iniziative benefiche. Ogni anno disputa una partita in ricordo di Massimo Troisi.

## La storia
L'Associazione della ItalianAttori si costituisce nel 2006. Inizialmente con il nome di Rappresentativa Italiana Attori, dal 2006 al 2010, e poi solo e sempre ItalianAttori. La squadra nasce da una scissione della vecchia Nazionale e porta con sé tutti i nomi di attori e registi Italiani più rappresentativi dell'audiovisivo, nei settori del cinema, del teatro, della televisione e del doppiaggio.
Tra gli altri, solo per citarne alcuni: Enzo Decaro; Luca Zingaretti; Pietro Sermonti; Giulio Scarpati; Cesare Bocci; Paolo Conticini; Paolo Calabresi; Marco Risi; Matteo Garrone; Daniele Pecci; e ancora Jonis Bascir; Paolo Sassanelli; Sebastiano Somma; Antonio Serrano; Marco Vivio; Giorgio Borghetti; Edoardo Leo; Matteo Branciamore; Marco Guadagno; Ettore Bassi; Gilles Rocca; Vincenzo De Michele; Massimiliano Benvenuto; Massimiliano Manfredi; Emiliano Ragno; Paolo Romano; ecc ecc…
La squadra, ha come unica finalità quella di prodigarsi solo a fini di Solidarietà e Beneficenza, gioca tra le 15 e le 20 partite annue, disputate sia in Italia che all'estero.
Tra il 2007 e il 2010 sono stati devoluti in beneficenza centinaia di migliaia di euro.
Nel 2013 ha avuto l'Encomio da Roma Capitale e da You Man Right per l'ammirevole sostegno alle iniziative educative e culturali a favore dei Diritti Umani ONU e anche della Solidarietà Sociale.
Il Presidente dell'Associazione è Daniele Pecci e il Direttore Generale è Antonio Serrano.
La squadra è stata guidata in campo per molti anni da Giacomo Losi ex giocatore nonché capitano della Roma e della Nazionale Italiana.
Nel 2022 è stata allenata dall'allenatore in erba Federico Tessicini. Attualmente la squadra è sotto la guida di Fabrizio Bricchi.

## Rosa giocatori
- Jonis Bascir
- Maurizio Battista
- Enzo Decaro
- Edoardo Leo
- Luca Zingaretti
- Ettore Bassi
- Sebastiano Somma
- Pietro Masotti
- Matteo Branciamore
- Daniele Pecci
- Marco Risi
- Matteo Garrone
- Stefano Reali
- Stefano Masciarelli
- Paolo Romano
- Paolo Sassanelli
- Ludovico Fremont
- Giulio Scarpati
- Paolo Conticini
- Giorgio Borghetti
- Cesare Bocci
- Francesco Salvi
- Massimiliano Buzzanca
- Simone Montedoro
- Andrea Bosca
- Paolo Calabresi
- Pietro Sermonti
- Giovanni Esposito
- Luca Ferrante
- Leandro Amato
- Antonio Serrano
- Paco Reconti
- Francesco Frangipane
- Fabrizio Nevola
- Niccolò Senni
- Massimiliano Gallo
- Marco Guadagno
- Gilles Rocca
- Marcello Magnelli
- Paolino Blandano
- Edoardo Sylos Labini
- Marco Vivio
- Massimiliano Benvenuto
- Riccardo De Torrebruna
- Luigi Iacuzio
- Emiliano Ragno
- Giacomo Bottoni
- Matteo Nicoletta
- Gianluigi Fogacci
- Ugo Scalise
- Paolo Vivio
- Davide Benedetti
- Enrico Tubertini
- Omar Sandrini
- Manuel Ferrarini
- Aldo Ferrara
- Stefano Veneruso
- Ciro Buono
- Luigi Nicolas Martini
- Massimiliano Varrese

## Staff tecnico
- Allenatore: Fabrizio Bricchi
- Collaboratore tecnico:
- Fisioterapista: Paolo Bricchi
- Medico di squadra: Donatella Pia D'ambra